# مايك ساندرز (كرة سلة)
مايك ساندرز (بالإنجليزية: Mike Sanders)‏ مواليد 7 مايو 1960 في فيداليا، هو مدرب كرة سلة أمريكي ولاعب معتزل. بدأ مسيرته الاحترافية في سنة 1982. تم اختياره من قبل فريق سكرامنتو كينغز خلال الدرافت. وهو مدرب مساعد لفريق يوتا جاز. يبلغ طوله 6 قدم 6 بوصة (2.0 م). اعتزل اللعب في 1993. أحرز خلال مسيرته في الإن بي إيه 5162 نقطة بمعدل 8.0 نقاط في المباراة الواحدة.

## المسيرة الاحترافية
لعب مع سان أنطونيو سبرز في سنة 1983، ثم لعب مع فينيكس صنز من سنة 1983 إلى 1988، ثم لعب مع كليفلاند كافالييرز في سنة 1989، ثم لعب مع إنديانا بايسرز من سنة 1989 إلى 1992، ثم لعب مع كليفلاند كافالييرز في سنة 1993.

## روابط خارجية
- مايك ساندرز على موقع إن بي أي (الإنجليزية)
- مايك ساندرز على موقع سبورتس رفرنس (الإنجليزية)
- مايك ساندرز على موقع كلية كرة السلة في سبورتس رفرنس.كوم (الإنجليزية)
- مايك ساندرز على موقع ريلجم (الإنجليزية)
- مايك ساندرز على موقع بروبوليرز (الإنجليزية)
- مايك ساندرز على موقع سبورتس رفرنس (الإنجليزية)